# Îles Vierges des États-Unis aux Jeux olympiques d'été de 2012
Les Îles Vierges des États-Unis participent aux Jeux olympiques d'été de 2012 à Londres au Royaume-Uni du 27 juillet au 12 août de la même année, pour leur 11e participation à des Jeux d'été.

## Athlétisme
Les athlètes des Îles Vierges des États-Unis ont jusqu'ici atteint les minima de qualification dans les épreuves d'athlétisme suivantes (pour chaque épreuve, un pays peut engager trois athlètes à condition qu'ils aient réussi chacun les minima A de qualification, un seul athlète par nation est inscrit sur la liste de départ si seuls les minima B sont réussis), :
Hommes
Courses
| Athlète       | Épreuve | Séries   | Séries | Quarts de finale | Quarts de finale | Demi-finales | Demi-finales | Finale   | Finale |
| Athlète       | Épreuve | Résultat | Rang   | Résultat         | Rang             | Résultat     | Rang         | Résultat | Rang   |
| ------------- | ------- | -------- | ------ | ---------------- | ---------------- | ------------ | ------------ | -------- | ------ |
| Tabarie Henry | 400 m   | 45 s 43  | 13e    | NC               | NC               | 45 s 19 (SB) | 13e          | –        | –      |

Concours
| Athlète        | Épreuve     | Qualification | Qualification | Finale   | Finale |
| Athlète        | Épreuve     | Distance      | Rang          | Distance | Rang   |
| -------------- | ----------- | ------------- | ------------- | -------- | ------ |
| Muhammad Halim | Triple saut | 16,39 m       | 18e           | –        | –      |

Femmes
Courses
| Athlète                | Épreuve | Séries       | Séries  | Quarts de finale | Quarts de finale | Demi-finales | Demi-finales | Finale   | Finale |
| Athlète                | Épreuve | Résultat     | Rang    | Résultat         | Rang             | Résultat     | Rang         | Résultat | Rang   |
| ---------------------- | ------- | ------------ | ------- | ---------------- | ---------------- | ------------ | ------------ | -------- | ------ |
| LaVerne Jones-Ferrette | 100 m   | exempte      | exempte | 11 s 07 (RN)     | 11e              | 11 s 22      | 14e          | –        | –      |
| LaVerne Jones-Ferrette | 200 m   | 22 s 64 (SB) | 5e      | NC               | NC               | 22 s 62 (SB) | 9e           | –        | –      |
| Allison Peter          | 100 m   | exempte      | exempte | 11 s 41          | 32e              | –            | –            | –        | –      |
| Allison Peter          | 200 m   | 23 s 00      | 19e     | NC               | NC               | 22 s 92 (SB) | 17e          | –        | –      |

## Natation
| Athlète            | Épreuve          | Séries  | Séries | Demi-finales | Demi-finales | Finale | Finale |
| Athlète            | Épreuve          | Temps   | Rang   | Temps        | Rang         | Temps  | Rang   |
| ------------------ | ---------------- | ------- | ------ | ------------ | ------------ | ------ | ------ |
| Branden Whitehurst | 100 m nage libre | 51 s 04 | 36e    | -            | -            | -      | -      |

## Voile
| Athlète(s)  | Compétition | Régate 1 | Régate 2 | Régate 3 | Régate 4 | Régate 5 | Régate 6 | Régate 7 | Régate 8 | Régate 9 | Régate 10 | Total net | Total net | Medal Race | Total | Rang |
| Athlète(s)  | Compétition | Score    | Score    | Score    | Score    | Score    | Score    | Score    | Score    | Score    | Score     | Score     | Rang      | Score      | Total | Rang |
| ----------- | ----------- | -------- | -------- | -------- | -------- | -------- | -------- | -------- | -------- | -------- | --------- | --------- | --------- | ---------- | ----- | ---- |
| Cy Thompson | Laser       | 24       | 22       | 32       | 23       | 17       | 21       | 16       | 26       | 36       | 22        | 203       | 25e       | -          | -     | -    |

| Athlète(s)    | Compétition  | Régate 1 | Régate 2 | Régate 3 | Régate 4 | Régate 5 | Régate 6 | Régate 7 | Régate 8 | Régate 9 | Régate 10 | Total net | Total net | Medal Race | Total | Rang |
| Athlète(s)    | Compétition  | Score    | Score    | Score    | Score    | Score    | Score    | Score    | Score    | Score    | Score     | Score     | Rang      | Score      | Total | Rang |
| ------------- | ------------ | -------- | -------- | -------- | -------- | -------- | -------- | -------- | -------- | -------- | --------- | --------- | --------- | ---------- | ----- | ---- |
| Mayumi Roller | Laser Radial | 40       | 41       | 40       | 41       | 41       | 22       | 35       | 40       | 35       | 41        | 335       | 40e       | -          | -     | -    |